# گاموح
گاموح (به ترکی آذربایجانی: Güney Azərbaycan Milli Oyanış Hərəkatı)(به پارسی‌نو:جُنبِش بیداری ملّی آذربایجان جنوبی)یک گروه سیاسی تجزیه‌طلب و ضدایرانی است که برای جداسازی آذربایجان ایران از کشور ایران و اتحاد آن با جمهوری آذربایجان فعالیت می‌کند. این گروه سیاسی در سال ۲۰۰۲ پس از انشعاب محمودعلی چهرگانی از جاماح و مهاجرتش به بیرون از کشور توسط وی بنیان‌گذاری شد و فعالیتش در ایران ممنوع اعلام شده‌است. هم‌اکنون پایگاه این گروه در باکو است.
این حزب(جنبش بیداری ملی..) رابطه و پیوندهای تنگاتنگی با حزب راست افراطی حزب جنبش ملی ترکیه دارد.